# Iglesia de San Jerónimo de los Croatas
La iglesia de San Girolamo dei Croati (en español: San Jerónimo de los Croatas) es un monumento localizado en las orillas del río Tíber. Este edificio es famoso por ser la iglesia oficial de los croatas que viven en Roma.

## Historia

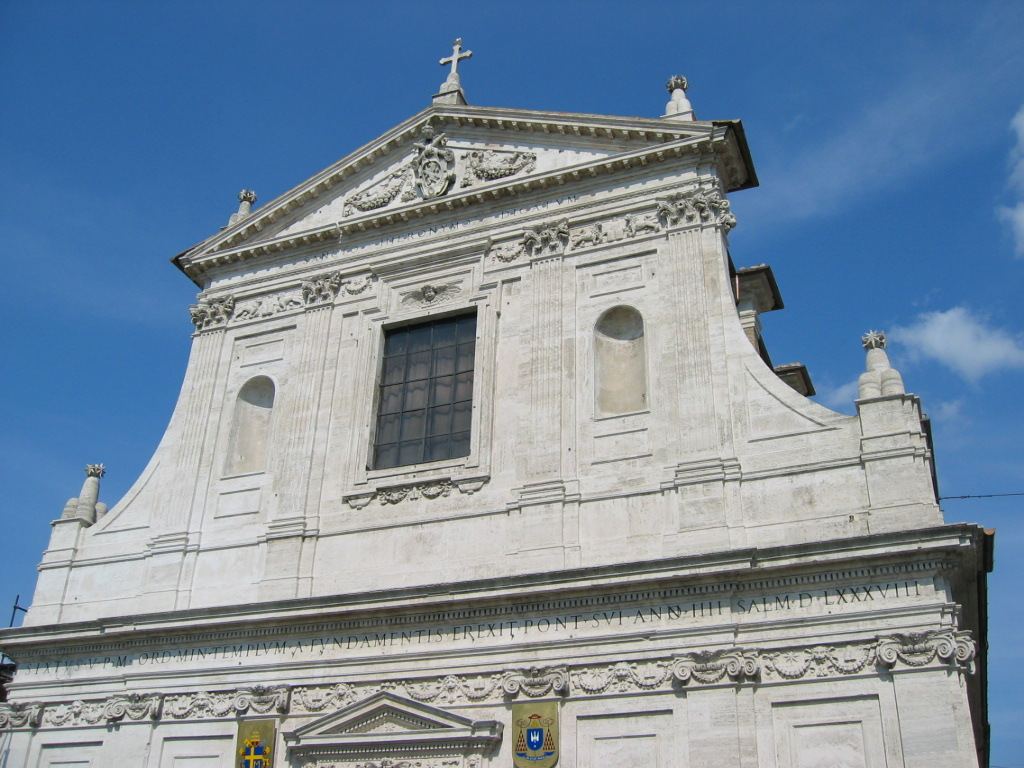
Sección frontal.

La iglesia fue construida entre los años 1585 y 1587 gracias a las peticiones de una comunidad de croatas que vivía por la zona, estos fueron ayudados por el papa Nicolás V, el cual les brindó la pequeña y abandonada iglesia de Santa Marina. Los principales propulsores de la obra pudieron mantener en proyecto a flote, esto se debe a que los croatas insistieron mucho en construir esta iglesia en honor a San Jerónimo, protector de los croatas refugiados en Italia. 

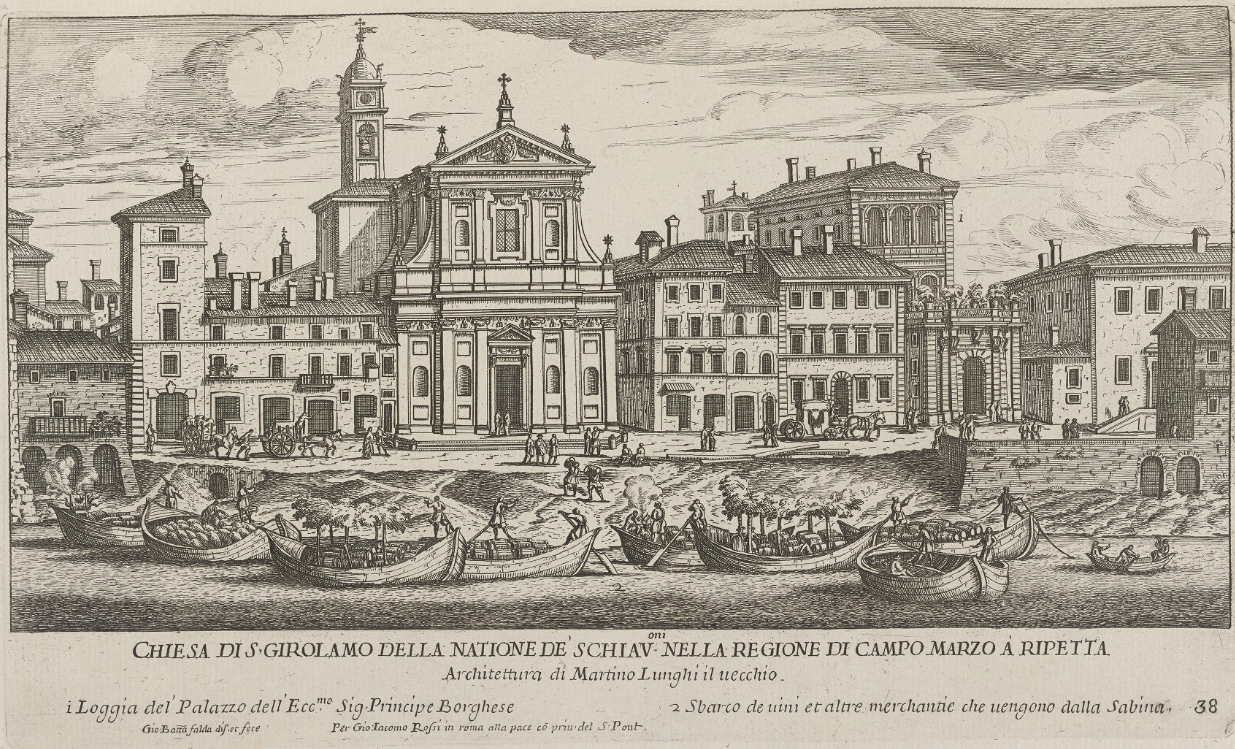
San Girolamo degli Schiavoni en un grabado de 1667/69.

La hermandad croata construyó un hospicio y un albergue para los refugiados que escapaban de las invasiones otomanas, normalmente provenientes de la antigua provincia de Iliria. El edificio vivió su mayor ampliación en el año 1587, durante el papado de Sixto V, el cual decoró la fachada con las ornamentaciones más espléndidas de la época, mientras que el interior fue decorado con el mobiliario más elegante, todo esto se realizó con la ayuda de Martino Longhi el Viejo.
También de Martino Longhi el Viejo es la maravillosa portada del Renacimiento tardío, realizada en su totalidad en travertino y decorada en los frisos y entre los capiteles de los órdenes con festones y los símbolos del Papa: cabezas de león, peras, montes y estrellas. Como consecuencia de la remodelación del plano de la carretera en el siglo XIX, desafortunadamente, todo el exterior ha cambiado y ha disminuido el impulso original generado por la extensa escalera existente.

## Exterior de la iglesia

### Diseño
La planta es de cruz latina, con una nave bastante corta de tres tramos que estructuralmente cuenta con naves laterales. Éstas se dividen en capillas laterales mediante muros de tapia en el interior, que se elevan exteriormente para convertirse en contrafuertes de los muros de la nave central. Luego viene un crucero y finalmente una cabecera rectangular y un coro.

### Campanario
El campanario es una torre de ladrillo y mármol que se localiza entre el santuario y el extremo sur del edificio, la torre destaca por su cúpula de plomo, que ornamente el punto más alto del templo junto con unas columnas dóricas, que parecen sostener un tipo de cornisa sobresaliente.
La punta de la cúpula está decorada con un emblema del papa Sixto V, que se apoya sobre cuatro panes de azúcar.

### Fachada
La fachada está hecha de travertino blanco, el cual le da más luz al frontón del edificio. Esta fachada se compone en dos pisos, el primero con unas inscripciones en latín y numerosas columnas jónicas rectangulares, mientras que el segundo piso está formado por varias pilastras corintias, que acompañan fielmente a unos relieves de unos leones.
En el medio de la fachada destaca una gran ventana, sobre la cual se erige la cabeza de un putto, finalmente la punta del frontón nos ofrece el escudo de armas de Sixto V.

## Interior de la iglesia

### Diseño
El interior, como era de esperar, está ricamente decorado y tiene frescos figurativos en casi todas las superficies. Hay tres capillas a cada lado de la nave, formadas mediante la inserción de muros transversales en las naves laterales. El crucero presenta una falsa cúpula de platillo, sumamente exuberante en su decoración. El santuario es de planta cuadrada y funciona como coro.

### Nave
La nave nos da la bienvenida con los bellos frescos de Pietro Gagliardi, el cual le da ese toque tan magnífico al interior de la iglesia, siguiendo con las pinturas de las capillas, todas estas obras de arte representan la vida de San Jerónimo y algunas escenas bíblicas.

### Crucero
Las pinturas de Giovanni Guerra determinan con elegancia la belleza de la sala, estas pinturas se someten frente a las dulces capillas, que junto con las obras de otros artistas italianos hacen del lugar una completa locura.

## Entierros
Los primeros entierros tuvieron lugar en el cementerio de la casa de huéspedes.
- Juraj Barakovic, poeta, 1628
- Johannes Lucius, historiador, 1679[5]

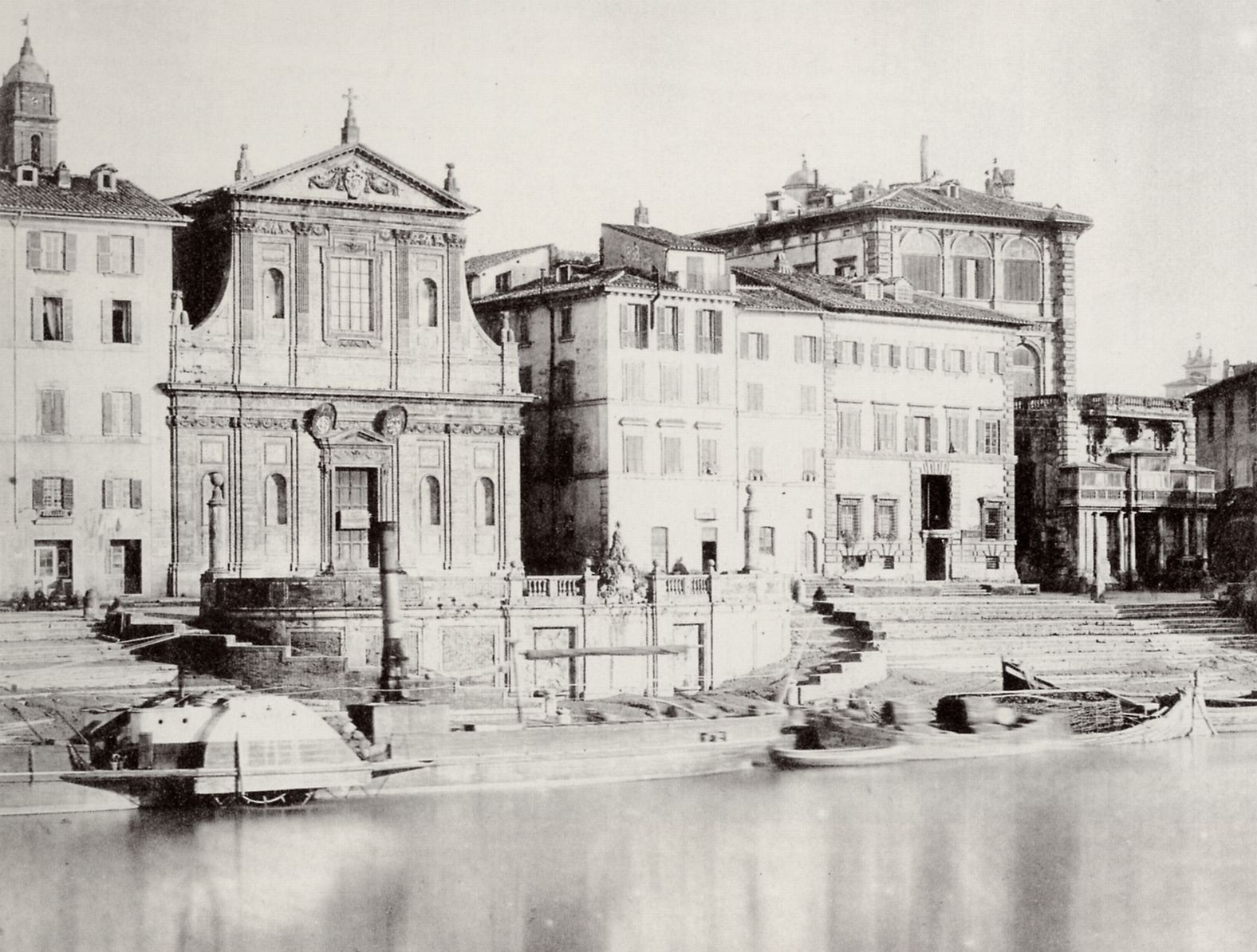
Fotografía del Porto di Ripetta en 1865.

- Ivan Paštrić, lingüista, 1708